# Djaloukou
Djaloukou (auch Djalloukou) ist eine Stadt und ein Arrondissement im Departement Collines im westafrikanischen Staat Benin. Es ist eine Verwaltungseinheit, die der Gerichtsbarkeit der Kommune Savalou untersteht.

## Demografie und Verwaltung
Gemäß der Volkszählung 2013 des beninischen Statistikamtes INSAE hatte das Arrondissement 9025 Einwohner, davon waren 4468 männlich und 4557 weiblich.
Von den 111 Dörfern und Quartieren der Kommune Savalou entfallen sieben auf Djaloukou:
1. Attakplakanmè
2. Djalloukou
3. Djallouma
4. Gbaglodji
5. Konkondji
6. Monfio
7. Zoukpa